# Опцион (Древний Рим)
Опцион (от лат. Optio — свободный выбор) в Древнем Риме являлся помощником центуриона и даже, в случае ранения последнего, его заместителем.
Обычно опционами становились опытные солдаты. Первоначально опционы назначались военными трибунами. Во время существования Римской империи, опционов назначал сам центурион.
Основу военной формы опционов составляла кольчуга, которая является одним из древнейших доспехов в Древнем Риме. Другими атрибутами, выделяющими опциона среди других военных должностей, были продольный гребень на шлеме, а также жезл.
Общее число опционов, в частности постоянных, было эквивалентно числу центурионов — 59-60. Большая часть опционов продвигались по карьерной службе, становясь центурионами.
Помимо регулярных (боевых) опционов имелись также опционы, выполняющие обязанности административного характера. К примеру, опцион по больным (optio valetudinarii), корабельный опцион (optio navaliorum), опцион стражников (optio custodiarum) и т. д.
В обязанности регулярных опционов входило: ответственность за документы, тренировка солдат, а также наблюдение за порядком в военном строю.
Опцион причисляется к младшим офицерам римской армии.